# Pierre de Faucigny
Pour les autres membres de la famille, voir Maison de Faucigny.
Pierre de Faucigny, mort le 28 mars 1342, est un prélat savoyard, évêque de Genève au XIVe siècle, sous le nom de Pierre II. Il appartient à la Maison de Faucigny-Lucinge.

## Biographie

### Origines
Pierre de Faucigny appartient à une branche cadette de la maison de Faucigny, les Faucigny-Lucinge. 

### Carrière ecclésiastique
Il est prévôt de la cathédrale de Genève. Il est mentionné comme tel dans un acte de l'année 1309. Formé au chapitre de la cathédrale, le collège des chanoines le désigne comme nouvel évêque de Genève en 1311, afin de succéder à Aymon de Quart. Il est installé le 30 mars 1312,.
L'historien Édouard Mallet (1805-1856) résume son épiscopat d'une trentaine d'années ainsi : « Inflexible pour ce qu'il estime son droit ou celui de son église, il se jette résolument dans de nombreux conflits avec ses supérieurs ecclésiastiques eux-mêmes, il maintient avec vigueur ses prétentions et ne craint point de recourir aux armes spirituelles pour sauvegarder son autorité temporelle ». En effet, Genève reste un enjeu dans les dernières années du conflit delphino-savoyard, avec la reprise des conflits dès janvier 1312, et malgré une trêve en 1313, et une paix en 1314.
En 1313, il reçoit l'hommage du comte Guillaume III de Genève pour ses possessions de Genève et sur le territoire du diocèse.
À la suite d'une nouvelle action du comte de Genève, en 1314, Pierre l'excommunie en vertu des statuts du concile provincial de Vienne, de 1289. On a à nouveau recours aux statuts lors d'un conflit l'opposant au vidomne de Genève, au cours de la période de 1315 à 1324, avec l'intervention du Saint-Siège, de l'archevêque de Vienne, du comte de Savoie. 
Dans les derniers mois de l'année 1320, la ville et le château de Bourg-de-Four sont assiégés successivement par une armée savoyarde, menée par les fils du comte de Savoie. Le château de Bourg-de-Four est détruit le 22 avril. Au mois de septembre de la même année, le comte de Genève assiège la ville et le château épiscopal.

### Mort et succession
Pierre de Faucigny teste, dans son château, le 24 mars 1342. Son frère, Jacques, prévôt de Genève, hérite de biens. Il meurt le 28 mars 1342.
Alamand de Saint-Jeoire lui succède sur le siège de Genève.

### Régeste genevois
1. ↑  Régeste genevois, 1866, p. 417, Acte no 1640 du 9 mai 1309 (lire en ligne ou numérique REG 0/0/1/1640).
2. 1 2  Régeste genevois, 1866, p. 427, Actes de 1311 à 1312 (lire en ligne ou numérique REG 0/0/1/1688).